# スイスのイスラム教

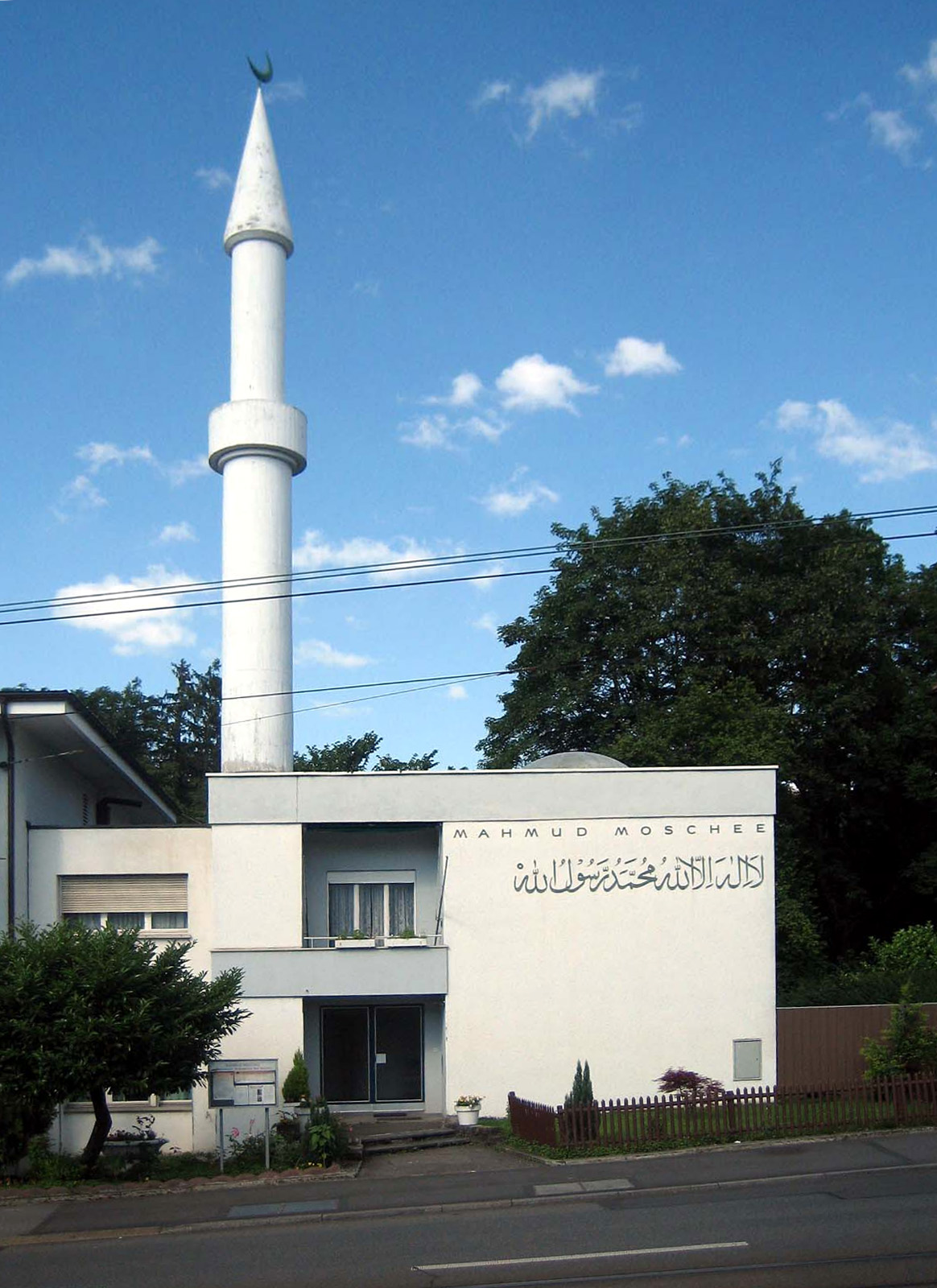
チューリッヒにあるアフマディーヤのモスク

本項目では、スイスのイスラム教について記述する。
2001年の国勢調査によれば、スイス国内には合計で310,807人のムスリム（イスラム教徒）が居住しており、これは全人口の4.26％に相当する。2009年時点において、スイスには約40万人のムスリムがいると推定されており、これは全人口の約5％に相当する。

## 統計
国内でムスリムの人口比率が最も集中している地域はドイツ語話者の多いスイス高原にある。ムスリムの人口比率が5%を超える州は以下のとおりである。
- 6.72% バーゼル＝シュタット準州
- 6.50% グラールス州
- 6.13% ザンクト・ガレン州
- 5.94％ トゥールガウ州
- 5.80% シャフハウゼン州
- 5.49% アールガウ州
- 5.39% ゾロトゥルン州
- 5.33% チューリッヒ州

ジュネーヴはムスリムの人口比率が国内平均（4.35％）を上回る地域の内唯一非ドイツ語話者地域である。その他の、ヨーロッパの他の国と比較した特筆すべき特徴としては国全体を通してイスラム教徒が極端に多い地域がないことがあげられる。（イギリスのイスラム教と対照的。）どの行政区画においてもイスラム教徒の人口比率が8.55％を超える地域はなく、16.8％を超えるイスラム教徒が住んでいる町村もない。州におけるムスリムの割合は最低で1.82%（イタリア語話者の多いティチーノ州）となっている。
スイス国内のムスリムの88.3%が外国からの移民（旧ユーゴスラビア（ボシュニャク人、コソボからのアルバニア人が大半を占める）から56.4%、トルコから20.2%、 アフリカから6%（北アフリカから3.4％）となっている）である。40万人のムスリムの内1万人が改宗者とみられる。

## 歴史
10世紀、地中海沿岸のフラフシャニートにある拠点からやってきたアラブ人とベルベル人は数十年間にわたってヴァレー州に居住した。彼らはグラン・サン・ベルナール峠を支配下におき、さらに北はザンクト・ガレン、東はラエティアまでの地域を統治下においた。
イスラム教は20世紀までスイスでは全くと言っていいほど信仰の見られない宗教であった。第二次世界大戦後、ヨーロッパへの移民が増加したことにより、国内にイスラム教徒が現れるようになった。国内初のモスクはアフマディーヤ・コミュニティにより1963年にチューリヒで設立された。1950年代から1960年代の間のムスリムはほぼすべてジュネーヴに駐在する外交官またはジュネーヴを訪れるサウジアラビアの富裕層の旅行者であった。
ムスリムの本格的な移民は1970年代に始まり、1980年代から1990年代にかけて急速に増加した。1980年時点において、スイス国内には全人口の0.9％に当たる56,600人のムスリムしかいなかった。この人口比率は続く30年間で5倍になった。特に1990年のユーゴスラビア紛争期間中は旧ユーゴスラビアからの移民が急激に増加した。ムスリムの人口が急増する一方で、人口増加率は1990年代なかば以降は減少に転じている。増加率は1980年代の10年間で2.7倍（年率換算で10％）、1990年代は2.0倍（同7％）、2000年代は約1.6倍（同5％）となっている。

## 組織
スイス国内のイスラム教組織は1980年代に設立が始まった。統括組織であるスイス・イスラム組織連盟 (GIOS, Gemeinschaft islamischer Organisationen der Schweiz）は1989年にチューリッヒで設立された。
数多くの組織が1990年代から2000年代にかけて設立された。以下に主要な組織を記す。
- 1994年 Organisation Muslime und Musliminnen der Schweiz
- 1997年 Basler Muslim Kommission、バーゼル
- 1997年 Vereinigung Islamischer Organisationen Zürich (VIOZ)、チューリッヒ
- 2000年 Koordination Islamischer Organisationen Schweiz (KIOS)、ベルン
- 2002年 Vereinigung islamischer Organisationen des Kantons Luzern (VIOKL)、ルツェルン
- 2003年 Dachverband islamischer Gemeinden der Ostschweiz und des Fürstentums Liechtenstein
- 2006年 Föderation Islamischer Dachorganisationen in der Schweiz (FIDS)
- 2009年 Islamic Central Council of Switzerland (ICCS), ger. Islamischer Zentralrat Schweiz (IZRS)、ベルン - ネオ・ワッハーブ派/ネオ・サラフィー主義組織

## モスク

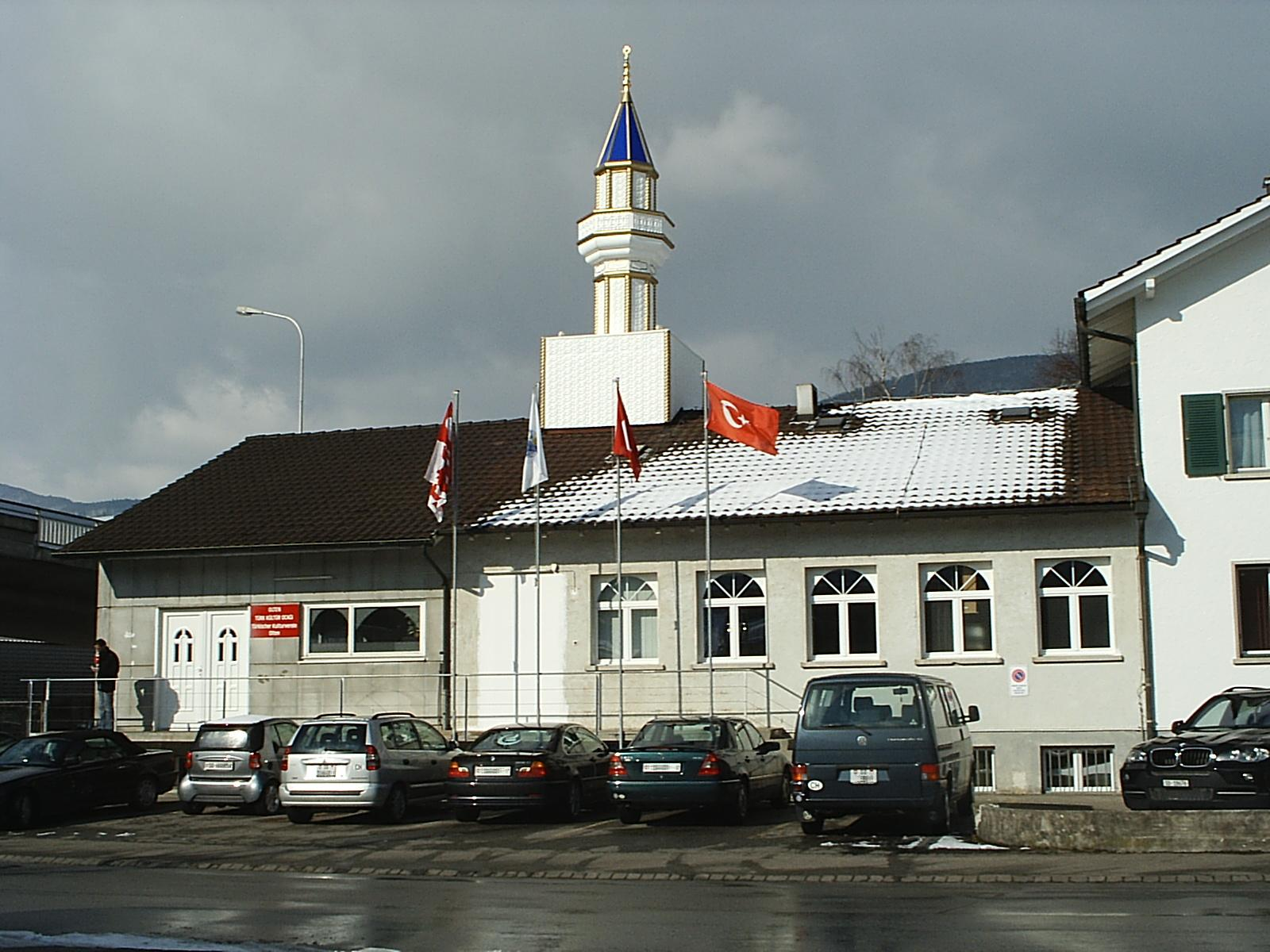
オルテンにあるトルコ文化協会のモスク

1980年以降の数十年間にバルカン半島やトルコからのイスラム教徒の移民が急増したが、それ以前に国内にあったモスクは2つであった。この2つのモスクとは1963年にチューリヒに建設された、スイス初のミナレットを持つアフマディーヤのモスクと、サウジアラビアの資金によって1978年に建設されたジュネーヴのモスクである。今日、スイス国内には数多くのモスクと祈祷室が存在しており、特にスイス高原の都市部に多い。
2007年、ベルン市議会はヨーロッパ最大級のイスラム文化センターを建設する計画を却下した。
ミナレットがあるモスクは4つで、上に挙げたチューリッヒとジュネーヴのモスクの他に、ヴィンタートゥールのモスクとヴァンゲン・バイ・オルテンのモスクがある。後者は数年間の政治的・法的論議の末、2009年に建設された。ヴァンゲン・バイ・オルテンのミナレット建設に対する議論沸騰を受けて、ミナレットの新規建設を禁止する国民発議が2009年11月に国民投票の57.5％の賛成で可決された。4つの既存のミナレットは禁止法の対象とはなっていない。国民投票を発議したスイス国民党は投票により可決を勝ち得たものの、同党の地方議員であったダニエル・シュトライヒがイスラム教へと改宗したことで党の運動に強い打撃を受けた。この運動はまた、スイスの有権者が極右へと急旋回しているのではないかとの他国の懸念を引き起こした。

## 参考資料
- Marcel Stüssi MODELS OF RELIGIOUS FREEDOM: Switzerland, the United States, and Syria by Analytical, Methodological, and Eclectic Representation,  375 ff. (Lit 2012)., by Marcel Stüssi, research fellow at the University of Lucerne.